# 狩土名禅
狩土名 禅（かるどな ぜん、1998年5月12日 - ）は、東京都出身のサッカー選手。ポジションはフォワード。

## 来歴
アルゼンチン人の父と日本人の母との間に生まれた。父の仕事の関係で、6歳から15歳まではアメリカで過ごした。
高校はサッカー名門校の桐生第一高等学校へ進学。2015年には県代表としてインターハイへ出場した。また同年12月にはロシア遠征をおこなうU-18日本代表メンバーに選出された。
セレッソ大阪からの関心も報じられていたが、高校卒業後は明治大学へ進学。2019年には関東リーグ1部と総理大臣杯の2冠を達成した。2020年12月21日、2021年シーズンからのギラヴァンツ北九州加入内定が発表された。
初年度はJ2リーグ13試合の出場にとどまり、チームもJ3降格。2022年はJリーグ初得点こそ挙げたものの、レギュラーを掴めず、シーズン終了前の11月11日、契約満了が発表された。

## 所属クラブ
- コペルソーラーFC
- 桐生第一高等学校
- 明治大学
- 2021年 - 2022年  ギラヴァンツ北九州

## 個人成績
| 国内大会個人成績 | 国内大会個人成績 | 国内大会個人成績 | 国内大会個人成績 | 国内大会個人成績 | 国内大会個人成績 | 国内大会個人成績 | 国内大会個人成績 | 国内大会個人成績 | 国内大会個人成績 | 国内大会個人成績 | 国内大会個人成績 |
| 年度             | クラブ           | 背番号           | リーグ           | リーグ戦         | リーグ戦         | リーグ杯         | リーグ杯         | オープン杯       | オープン杯       | 期間通算         | 期間通算         |
| 年度             | クラブ           | 背番号           | リーグ           | 出場             | 得点             | 出場             | 得点             | 出場             | 得点             | 出場             | 得点             |
| 日本             | 日本             | 日本             | 日本             | リーグ戦         | リーグ戦         | リーグ杯         | リーグ杯         | 天皇杯           | 天皇杯           | 期間通算         | 期間通算         |
| ---------------- | ---------------- | ---------------- | ---------------- | ---------------- | ---------------- | ---------------- | ---------------- | ---------------- | ---------------- | ---------------- | ---------------- |
| 2021             | 北九州           | 9                | J2               | 13               | 0                | -                | -                | 1                | 0                | 14               | 0                |
| 2022             | 北九州           | 9                | J3               | 11               | 1                | -                | -                | 1                | 0                | 12               | 1                |
| 通算             | 日本             | 日本             | J2               | 13               | 0                | -                | -                | 1                | 0                | 14               | 0                |
| 通算             | 日本             | 日本             | J3               | 11               | 1                | -                | -                | 1                | 0                | 12               | 0                |
| 総通算           | 総通算           | 総通算           | 総通算           | 24               | 0                | -                | -                | 2                | 0                | 26               | 0                |

- Jリーグ初出場 - 2021年5月1日 J2リーグ第11節 対松本山雅FC戦（ミクニワールドスタジアム北九州）
- Jリーグ初得点 - 2022年6月4日 J3リーグ第11節 対SC相模原戦（相模原ギオンスタジアム）

## 代表歴
- U-18日本代表
  - ロシア遠征（2016年）

## タイトル
明治大学
- 総理大臣杯全日本大学サッカートーナメント: 2018, 2019
- 関東大学サッカーリーグ1部: 2019, 2020